# Nevzad Hanim
Nevzad Hanım (turco ottomano: نمت نوزاد خانم, lett. "giovane eroina"; nata Nimet Bargu; dopo il 1928 Nimet Seferoğlu; Istanbul, 2 marzo 1901 – Istanbul, 23 giugno 1992) è stata la quinta e ultima consorte del sultano ottomano Mehmed VI. È stata anche l'ultima donna a sposare un sultano ottomano e una delle poche a scrivere le sue memorie.

## Origini
Nevzad Hanım nacque il 2 marzo 1901 a Istanbul, nella villa Hüseyin Bey, situata a Vişnezade, Beşiktaş; come Nimet Bargu. Era di umili origini: suo padre, Bahçıvan Şaban Bargu Efendi, di origini albanesi, era giardiniere a Palazzo Yıldız. Sua madre era sua moglie Hatice Hanım. Aveva una sorella e un fratello minori, Nesrin Bargu, due anni più giovane, e Salih Bargu.
Suo zio Hüseyn Bey, marito della sorella di loro padre, si occupò di presentate Nimet e Nesrin alla corte ottomana. Nimet cambiò nome in Nevzad e venne addestrata come Kalfa (serva) da una certa Ceylanyar Hanım. Infine, venne mandata a servizio delle figlie di Şehzade Mehmed Ziyaeddin, figlio del sultano Mehmed V. Qui, le fu permesso seguire le stesse lezioni delle principesse, impartite dall'insegnante Safiye Ünüvar, di cui divenne molto amica e che trattò sempre con grande rispetto.

## Consorte Imperiale
A un certo punto, Nevzad fu notata dal sultano Mehmed VI, zio di Şehzade Ziyaeddin, che la chiese in moglie. La cosa creò un'ulteriore spaccatura fra Mehmed VI e i discendenti del suo fratellastro Mehmed V.
Il matrimonio venne celebrato il 1º settembre 1921, a Palazzo Yıldız, il che rese Nevzad l'ultima donna a sposare un sultano ottomano, prima dell'abolizione del Sultanato l'anno dopo. La sposa aveva diciannove anni e il sultano circa sessanta.
Mehmed era completamente affascinato dalla nuova giovane moglie, tanto che si rifiutava di ricevere ospiti o lasciare il Palazzo per non separarsi da lei, cosa che diede adito a numerosi pettegolezzi.
Le venne dato il rango di "Seconda Ikbal", anche se avrebbe dovuto avere legittimamente quello di "Quarta Kadın".
Nevzad non ebbe figli da Mehmed. Le venne regalata una villa a Yıldız, dove visse con sua sorella, ribattezzata Sadiru e diventata la sua dama di compagnia.
Nel 1922 Mehmed VI fu deposto ed esiliato. Nevzad fu imprigionata con le altre consorti a Palazzo Feriye, ma riuscì a uscirne di nascosto travestita da serva.
Nel marzo 1924 la dinastia ottomana venne esiliata. Nevzad cercò di rimanere a Istanbul, ma dopo qualche mese, a maggio, su insistenza di Mehmed VI e del nuovo governo, lo raggiunse a Sanremo, in Italia, insieme alla sorella, dove rimase fino alla sua morte nel 1926.
A quel punto, Nevzad fu affrontata da Sultanzade Abdürrahman Sami Bey, nipote di Mehmed VI e figlio di sua sorella Mediha Sultan, sulla possibilità che l'ex sultano fosse stato ucciso. Sami Bey la interrogò e requisì i suoi beni e quelli dello zio. Oltraggiata, Nevzad tornò a Istanbul con la sorella.

## Secondo matrimonio
Nel 1928 sposò il capitano Ziya Bey Seferoğlu, e prese nome Nimet Seferoğlu. Da lui ebbe un figlio e una figlia.

## Morte
Nevzad Hanım morì il 23 giugno 1992, a novant'anni, nella sua villa a Gösku, Istanbul. Non è noto dove sia stata sepolta.

## Discendenza
Nevzad Hanım ebbe un figlio e una figlia dal suo secondo matrimonio.

## Memorie
Nel 1937, Nevzad pubblicò le sue memorie, intitolate "Yıldız'dan San Remo'ya" ("Da Yıldız a Sanremo"), una delle poche donne ottomane a farlo. Sebbene contengano molte informazioni preziose su Mehmed VI, la loro veridicità fu molto dibattuta.
A parte le sue memorie, Nevzad rifiutò sempre di parlare del sultano e della sua vita con lui. Nel 1974, intervistata a proposito, rispose solo: "Ho sepolto quel tempo nel profondo del mio cuore".

## Onorificenze
- Ordine della Carità, 1ª classe; 4 settembre 1921[16]